# Октавіан Регнер фон Бляйлебен
Октавіан Регнер фон Бляйлебен намісник і президент Буковини (1 жовтня 1904 — 15 грудня 1911 рр.).
Його правління характеризується неухильним служінням інтересам правлячої династії; абсолютне забезпечення вірнопідданства і законопослушності в краї; про нього преса писала:
|  | ...вміє кожну політичну партію задовільнити ... хто мав спосібність приглядітися до політичної і урядової роботи Блейлебена, мусив запримітити, що барон Бляйлебен ходив все поміж дощ і жив тільки із сьогодні на завтра, зважаючи єдино на свою власну особу, щоб на всім вийти добре... |

Яскравим підтвердженням політики намісника є слова сказані ним при вступі на посаду Буковинського крайового президента у 1904 році:
|  | ...першим моїм стремлінням буде переконати край про те, що зміна осіб не є рівнозначною зміною системи... |

Удосконалив жандармерію(1902 р.) вона поділялась на 5 відділень, у складі яких було 94 пости і 356 чол. особливого складу.
Активно намагався перешкоджати діяльності «Вільнодумного союзу», якому (спільно з представниками єврейської громади) вдалося добитися ухвалення принципово нового виборчого закону (1909—1910). Не визнавав виборів на основі загального, прямого й таємного голосування.